# 聚乐堡乡
聚乐堡乡，是中华人民共和国山西省大同市云州区下辖的一个乡镇级行政单位。国家统计局2023年统计用区划代码和城乡划分代码作“聚乐乡”。因明代修建的聚乐古堡而得名。

## 行政沿革
- 1949年，属云州区第十区；
- 1984年，聚乐堡公社改聚乐乡；
- 2001年，阁老山乡并入聚乐乡。

## 行政区划
聚乐堡乡下辖以下地区：
聚乐堡村、西关村、张庄村、五里台村、北吴家洼村、塔儿村、新边村、西阁老山村、大北庄村、东阁老山村、山自造村、小北庄村、上羊落村、艾家洼村、下羊落村、邵家皂村和黄家洼村。

## 交通
- 京包铁路：聚乐堡站
- 大同绕城高速
- 天黎高速

## 风景区
- 采凉山风景区
- 麻地沟风景区
- 慈禧御驾居
- 塔儿村龙泉寺
- 聚乐村的永宁观
- 古戏台
- 城隍庙
- 五里台庙宇群